# Eduard Hamm
Pour les articles homonymes, voir Hamm (homonymie).
Eduard Hamm est un homme politique allemand et un résistant au nazisme, né le 16 octobre 1879 à Passau (Bavière) et mort le 23 septembre 1944 à Berlin.
Membre du Parti démocrate allemand (DDP), il est secrétaire d'État à la chancellerie du Reich de 1922 à 1923 puis ministre de l'Économie de 1923 à 1924. 

## Biographie
Après le complot du 20 juillet 1944, Eduard Hamm est arrêté par la Gestapo au cours de l'Aktion Gitter et  incarcéré à la prison de Moabit à Berlin. Il meurt en prison dans des circonstances troubles. Il se serait jeté par le fenêtre pendant un interrogatoire. La thèse du suicide a été retenue.

## Sources
- (de) Cet article est partiellement ou en totalité issu de l’article de Wikipédia en allemand intitulé « Eduard Hamm » (voir la liste des auteurs).